# Edgardo Mannucci
Edgardo Mannucci (Fabriano, 10 giugno 1904 – Arcevia, 21 novembre 1986) è stato uno scultore italiano. È considerato uno dei protagonisti dell'arte plastica informale europea.

## Biografia
Edgardo Mannucci scopre molto presto la sua predisposizione per le arti plastiche, infatti all'età di undici anni aiuta il padre nella sua attività di marmista.
Dopo le scuole elementari frequenta, in una località vicino Fabriano, la Scuola d'Arte di Matelica, una scuola professionale per la lavorazione del cemento e, conclusa la scuola, parte per il servizio militare.
Nel 1927 torna a Fabriano, ma si trasferisce subito dopo a Roma, dove incontra un altro artista fabrianese, Quirino Ruggeri, che lo ospita nel suo studio, diventando suo allievo e del quale sposerà la figlia.
Ruggeri costituisce un punto di riferimento importante per Mannucci, soprattutto per l'interesse che ha verso il primitivismo plastico.
Inizialmente Mannucci viene influenzato dal maestro Quirino Ruggeri, e poi dai neo-cubisti, per poi giungere a una originale scultura informale in un primo momento simbolica e poi materico-gestuale. L'attenzione di Mannucci poi si sposta, sulle possibilità della materia di esprimere emozioni profonde, così con grande creatività, libera l'energia imprigionata nella materia trasformandola in movimento.
Nel frattempo studia prima presso il Museo Artistico Industriale, e poi, solo per pochi mesi, all'Accademia di Belle Arti.
Entra in contatto con il mondo artistico e culturale romano, frequentando Giacomo Balla e Prampolini, Cagli e Afro, Mirko e De Libero Fazzini, Cardarelli, Longhi, Bartoli, Socrate, Cecchi e altri.
Con Cagli in particolare stringe una solida amicizia, insieme infatti costituiscono il gruppo "Gli Orientalisti", che si ispira all'Oriente, mentre del gruppo dei futuristi, condivide soprattutto l'interesse per il tema della velocità e quello dell'energia della materia.
Concluso il Museo Artistico, nel 1930 lascia lo studio Ruggeri e si trasferisce in via Flaminia; il suo modo di lavorare è ancora tradizionale e analitico, ma è alla ricerca di forme nuove.
Nel corso degli anni trenta collabora ad allestimenti di ambienti; espone per la prima volta al Circolo "Gentile" a Fabriano e prende parte a diverse mostre sindacali interprovinciali delle Marche e al premio Latina.
Nel 1938 si sposa e inizia la sua attività di insegnante presso il Liceo Artistico di Via Ripetta, continuando in seguito questa attività come Direttore negli Istituti d'Arte delle Marche.
Nel 1940, parte per la Campagna in Albania.
Partecipa all'attacco alla Grecia e poi allo sbarco a Creta, dove l'8 settembre 1943 viene fatto prigioniero dai tedeschi.
Al termine della prigionia subisce un drammatico naufragio a bordo della nave "Sinfra", che lo riportava ad Atene: la nave, con a bordo migliaia di soldati italiani prigionieri, viene bombardata dagli inglesi, in pieno mare Egeo; viene poi recuperato in mare insieme ad altri (solo qualche centinaio furono i sopravvissuti).
Nel 1944 torna in Italia, riprende il lavoro realizzando alcuni ritratti e, l'insegnamento al Liceo Artistico di Roma.
Sul finire degli anni quaranta indaga le infinite possibilità della "forma", una forma che all'esterno si presenta chiusa, ma all'interno invece è animata da un'energia che si apre verso lo spazio.
Fortemente impressionato dalla notizia del bombardamento atomico su Hiroshima, viene a conoscenza della nuova forma di "energia" generata dalla scissione dell'atomo. 
Messi da parte i materiali tradizionali, sperimenta l'unione di più tipi di materie come il rame, l'ottone e il bronzo, giungendo a realizzare forme mai viste, attraverso la tecnica della saldatura diretta, dove la materia incandescente sembra creare energia vitale. Un'operazione che richiama la ricerca materica di Alberto Burri, ed è proprio con lui, insieme a Ballocco, Capogrossi e Colla, che Mannucci, tra la fine del 1949 e gli inizi del 1950, partecipa alla costituzione del gruppo Origine.
Mannucci rifiuta ogni linguaggio figurativo tradizionale legato al Novecento, e ne elabora uno suo, del tutto singolare, rivolto alla poetica dell'informale.
Negli anni cinquanta inizia ad esporre in mostre importanti, e risalgono allo stesso periodo le commissioni per opere pubbliche da parte di alcuni comuni marchigiani, gli arredi per la Chiesa della Sacra Famiglia di Fabriano e la scultura per la Cassa di Risparmio di Fabriano. Nel 1959 partecipò con il suo lavoro artistico alla creazione del Monumento alla Croce Rossa di Solferino in provincia di Mantova.
Negli anni sessanta – settanta continua la sua ricerca artistica. Ricopre la carica di preside dell'istituto d'arte di Fano "Adolfo Apolloni" e poi dell'istituto d'arte di Ancona. 
Nel 1966 riceve dal Presidente della Repubblica, la medaglia d'oro per meriti artistici.
Ma Mannucci, oltre a lavorare come scultore, lavora anche come orafo, è stato tra i primi a saldare direttamente in metallo e ha continuato a "scolpire" gioielli fino ad ottanta anni, portando l'esperienza della scultura contemporanea dentro l'arte orafa. Egli quindi oltre a fondare una scuola d'arte ha creato una "scuola di pensiero", tentando di rinnovare un linguaggio che rischiava di rimanere nella pura abilità tecnica, liberando così l'arte orafa dalla sola interpretazione del concetto tecnicistico del "saper fare" .
Muore il 21 novembre 1986 nella sua abitazione di Arcevia.
Negli ultimi anni della sua vita, Mannucci recupera un modello di classicità ed equilibrio, e infatti, dalle forme scattanti nello spazio, rettilinee o a spirale sempre aperte verso l'esterno, si converte alla forma chiusa della circolarità, modello della perfezione e della misura.

## Opere
Mannucci denomina le sue creazioni "Opere" e "Idee": in queste creazioni, compaiono strutture, in continua trasformazione, le quali si disegnano nello spazio come nuclei generatori di energia.
Il materiale che Mannucci preferisce è il metallo, che sotto le sue mani acquista movimento e levità, così i materiali grezzi si riducono a pure idee.
Generalmente, le sue opere sono caratterizzate da linee scattanti e leggeri filamenti, che sottolineano l'apertura verso l'esterno, e allo stesso tempo avvolgono e proteggono il nucleo centrale dell'opera, un nucleo costituito molto spesso da una pietra incastonata su un fusto verticale.

## Musei
Musei ed edifici pubblici che espongono opere dell'artista:
Galleria Nazionale d'Arte moderna e contemporanea Roma
- Museum Kroeller Muller di Otterlo
- Museum of Modern Art di Buffalo
- Museum of Modern Art di New York
- Museum of Modern Art di Dallas
- Museo Civico di Fabriano
- Museo Civico di Macerata
- Museo Omero di Ancona
- Palazzo della Provincia di Ancona
- Pinacoteca Comunale "Francesco Podesti" di Ancona
- Sede centrale della Cassa di Risparmio di Fabriano e di Cupramontana
- Chiesa della Sacra Famiglia di Fabriano
- Biblioteca Comunale di Fabriano
- CART - Centro di documentazione ARTe contemporanea di Falconara Marittima (AN)